# Primus (hudební skupina)
Primus  je americká rocková skupina založená v roce 1984 v El Sobrante v Kalifornii. K březnu 2025 tvoří sestavu baskytarista a zpěvák Les Claypool, kytarista Larry "Ler" LaLonde a bubeník John Hoffman. Skupina vznikla původně v roce 1984 s Claypoolem na basu a kytaristou Toddem Huthem, ke kterým se později přidal bubeník Jay Lane. Oba posledně jmenovaní však ze skupiny odešli ještě před jejím prvním studiovým albem, a byli nahrazeni právě LaLondem a bubeníkem Timem "Herbem" Alexanderem.
„Klasická“ sestava Claypool–LaLonde–Alexander debutovala živým albem Suck on This, které bylo vydáno v roce 1989 pod Claypoolovým vydavatelstvím Prawn Song a o rok později znovuvydáno přes Caroline Records. Caroline rovněž vydala debutové studiové album Frizzle Fry (1990), které bylo kritikou dobře přijato a díky úspěchu v undergroundu vzbudilo zájem velkých vydavatelství. Druhé album a zároveň debut u velké značky, Sailing the Seas of Cheese (1991) vydané přes Interscope Records, přineslo skupině širší popularitu, podpořenou prvním hitem v hitparádách "Jerry Was a Race Car Driver", a album získalo do deseti let platinovou desku. Podobného úspěchu dosáhla i následující dvě alba: Pork Soda (1993) a Tales from the Punchbowl (1995), obě se umístila v Top 10 žebříčku Billboard 200, a získala platinové, respektive zlaté ocenění od RIAA. Singl "My Name Is Mud" z alba Pork Soda se stal největším hitem skupiny v žebříčcích rockových skladeb, zatímco "Wynona's Big Brown Beaver" z Tales from the Punchbowl je jejich jedinou skladbou, která se umístila v hitparádách mimo Severní Ameriku.
Alexander skupinu poprvé opustil v roce 1996 a nahradil ho Bryan "Brain" Mantia, s nímž kapela nahrála další dvě studiová alba – Brown Album (1997) a Antipop (1999) – dále pak EP s coververzemi Rhinoplasty (1998) a originální znělku pro televizní pořad South Park. Kapela si dala v roce 2000 pauzu, ale znovu se aktivovala v roce 2003, když se ke skupině připojil znovu Alexander a společně vydali EP/DVD Animals Should Not Try to Act Like People, poté příležitostně koncertovali. Alexander opět odešel v roce 2010 a Lane se vrátil na své místo; s ním vydali v roce 2011 své sedmé studiové album – první po dvanácti letech – Green Naugahyde. Po Laneově odchodu v roce 2013 se Alexander potřetí vrátil a skupina s ním nahrála ještě dvě alba – Primus & the Chocolate Factory with the Fungi Ensemble (2014) a The Desaturating Seven (2017) – a také EP Conspiranoid (2022). Alexander oznámil svůj třetí odchod v říjnu 2024, a o čtyři měsíce později ho nahradil John Hoffman.
Primus je charakterizován svým bizarním, „neuctivým“ přístupem k hudbě, který je definován Claypoolovým basově orientovaným skládáním hudby a excentrickými texty. Hudební styl kapely, čerpající z progresivního rocku, metalu, funku a psychedelické hudby, bývá obtížně zařaditelný a kritiky je nejčastěji označován jako funk metal – označení, které však samotná kapela odmítá. Robert Christgau v roce 1993 poznamenal: „[Primus je] možná vůbec nejpodivnější kapela, která se kdy dostala do top 10 – a dobře pro ně.“

## Diskografie

### Studiovky
- Suck on This (1989)
- Frizzle Fry (1990)
- Sailing the Seas of Cheese (1991)
- Pork Soda (1993)
- Tales from the Punchbowl (1995)
- Brown Album (1997)
- Antipop (1999)
- Green Naugahyde (2011)
- The Desaturating Seven (2017)